# 弗拉希海姆
弗拉希海姆是德国图林根州的一个市镇。总面积11.87平方公里，总人口432人，其中男性226人，女性206人（2011年12月31日），人口密度36人/平方公里。